# Bajío de San José
El Bajío de San José es una localidad del municipio Encarnación de Díaz en el Estado de Jalisco (México). Linda con pueblos vecinos como el Tecuan, El Puesto, Las Güeras, La Majada entre otros.
El pueblo está compuesto de dos poblaciones, Rangel y El Bajío de San José. El pueblo de Rangel del Bajío fue fundado en el siglo XIX. Posteriormente, al fundarse El Bajío de San José, se fundó con Rangel y recibió el nombre de "Bajío de San José". Actualmente, Rangel es una colonia más del pueblo de El Bajío de San José, Jalisco.
Su fiesta es el 1 de mayo en honor al señor San José Obrero y se ha celebrado durante varias décadas.

## Fiestas locales
La fiesta patronal se celebra el día 1 de mayo, en honor a San José Obrero, la celebración comienza con misas en la iglesia del pueblo. Las calles se cubren de puestos de comida (tacos de adobada, bistec de res y birria, tortas de chorizo, etcétera), puestos de juguetes, accesorios varios, puestos de dulces, puestos de cervecería, puestos de trastes (platos, vasijas, sartenes, vasos, etc.), juegos mecánicos. A la fiesta asiste grupos musicales como la Banda Limón o El Recodo, mariachi que es invitado por medio del párroco y en cooperación con algunos habitantes del pueblo. Por lo llamativo de su fiesta patronal, el pueblo es visitado por personas de todo el país. Los asistentes pasean por las calles casi la mayor parte del día y durante las noches la plaza del pueblo y las calles del centro se caracterizan por estar repletas. En la plaza se sitúan tamboras (grupos de música que tocan canciones de banda) para amenizar el baile, que protagonizan en su mayoría los jóvenes que asisten al evento y que dura hasta la madrugada del día siguiente.
Otros días festivos son la Fiesta de Rangel o de Nuestra Señora del refugio, que se celebra el 4 de julio. La otra es la fiesta de La Ermita o de Nuestra Señora del Refugio. Esta última se celebra el 11 de febrero en La Ermita a unos 2 km de las afueras del pueblo muy hermosa con estructuras muy novedosas y una gran variedad de árboles y animales silvestres.

## Gastronomía
Frijoles, chilaquiles, sopa, pollo, carne asada, chiles rellenos, enchiladas, birria, tamales, chicharrón, carnitas, chorizo, tacos de adobada bistec y birria, pan dulce, bolillos estilo el bajío, pozole, menudo, chaskas y papas fritas.

## Religión
Es una población casi totalmente católica. El pueblo está ubicado en la región de Los Altos de Jalisco, que fue de gran importancia durante la Guerra cristera.